# Kalinovica
Kalinovica je naseljeno mjesto u Republici Hrvatskoj u Zagrebačkoj županiji.

## Zemljopis
Administrativno je u sastavu grada Svete Nedelje. Naselje se proteže na površini od 2,14 km². 

## Stanovništvo
Prema popisu stanovništva iz 2011. godine Kalinovica ima 385 stanovnika i 105 kućanstava prema popisu iz 2001. Gustoća naseljenosti iznosi 179,90 st./km².
| broj stanovnika | 79    | 94    | 97    | 112   | 112   | 144   | 198   | 193   | 269   | 253   | 301   | 313   | 312   | 326   | 374   | 385   | 409   |
|                 | 1857. | 1869. | 1880. | 1890. | 1900. | 1910. | 1921. | 1931. | 1948. | 1953. | 1961. | 1971. | 1981. | 1991. | 2001. | 2011. | 2021. |